# High school
High school je anglický výraz pro střední školu. Tento článek pojednává o středních školách v anglofonních zemích světě.
Střední škola High school trvá obvykle 7 let (od věku 11 let do 18) a studenti ji zakončují maturitou, zvanou
- High school diploma v USA a
- A-level ve Velké Británii.

Zároveň kromě těchto zkoušek studenti skládají zkoušky dovedností SAT, které je částečně opravňují ke vstupu do bakalářského programu univerzit.

## Public school
Public school je pojem rozdílně chápaný v USA a v Británii
- V USA představuje školu financovanou nebo spolufinancovanou státem nebo podobným subjektem, tedy nikoli školu soukromou.
- V Británii je to přesně naopak – public schools jsou tam školy soukromé.